# Jorge Luis Wagner
Jorge Luis Wagner (Guaminí, 19 de enero de 1967) es un sacerdote católico diocesano argentino, designado por el Papa Francisco obispo de la Diócesis de Comodoro Rivadavia el 22 de febrero de 2024. Es el séptimo obispo de la diócesis, sucediendo en el cargo a Mons. Joaquín Gimeno Lahoz.  
Recibió la orden sacerdotal el 2 de septiembre de 1993 por el entonces arzobispo de Bahía Blanca, Mons. Rómulo García. Desde 1993 hasta 1998 fue vicario parroquial de Nuestra Señora de Lourdes, en la ciudad de Bahía Blanca. Desde 1998 hasta 2005, fue párroco del Sagrado Corazón de Jesús en la ciudad de Punta Alta. Luego hasta 2017 fue párroco de Santa Teresita del Niño Jesús nuevamente en Bahía Blanca. 
Fue ordenado obispo de Gergi y auxiliar de Bahía Blanca en 2019 por Mons. Azpiroz Costa.  En la Conferencia Episcopal Argentina es miembro de la Comisión Episcopal de Catequesis, Animación y Pastoral Bíblica. Su lema episcopal: «Simples servidores».